# 雷祖迪
雷祖迪（1849年—1901年），廣西桂林府全州（今廣西壯族自治區全州縣）人，清朝政治人物，同進士出身。
光緒八年（1882年）鄉試中舉，次年登三甲進士，以主事分吏部學習。光緒二十年，任吏部文選司主事；光緒二十二年，任吏部考功司員外郎。光緒二十三年，任吏部文選司郎中。